# Marcel Litoš
Marcel Litoš (* 12. dubna 1966) je bývalý fotbalista, obránce. Marcel Litoš hrál také za VTJ Karlovy Vary.

## Fotbalová kariéra
Odchovanec Babic, v mládežnických kategoriích hrál za Slováckou Slávii Uherské Hradiště. V lize hrál za Baník Ostrava, RH Cheb, znovu FC Baník Ostrava, Bohemians Praha a FC Svit Zlín. V lize odehrál 215 utkání a dal 6 gólů. Za juniorskou reprezentaci do 21 let nastoupil k 9 utkáním a dal 2 góly.